# بودلسهاوزن
بودلسهاوزن (به آلمانی: Bodelshausen) یک شهر در آلمان است که در توبینگن واقع شده‌است. بودلسهاوزن ۵٬۵۵۸ نفر جمعیت دارد.

## خواهرخوانده
شهر Soltvadkert خواهرخواندهٔ بودلسهاوزن هست.